# Almorox
Almorox è un comune spagnolo di 2 248 abitanti situato nella comunità autonoma di Castiglia-La Mancia.